# Academy of Country Music
Die Academy of Country Music (ACM) wurde 1964 von Eddie Miller, Tommy Wiggins sowie Mickey und Chris Christensen unter der Bezeichnung Country & Western Music Academy in Los Angeles gegründet. 1965 wurde ein Vorstand mit dem 1. Vorsitzenden Dick Shofield bestimmt.

## Aufgabe
Ziel der ACM ist die Förderung der Country-Musik, wobei die amerikanische Westküste im Vordergrund steht. Dazu werden Seminare abgehalten, Nachwuchskünstler gefördert, lokale musikalische Events promotet und Kontakte zur Industrie geknüpft. Außerdem werden Benefiz-Veranstaltungen durchgeführt oder unterstützt.

## ACM Awards
Wichtigstes Ereignis ist die seit 1965 alljährlich stattfindende Verleihung der Academy of Country Music Awards, kurz ACM Awards. Seit 1972 wird die Award-Show landesweit live vom Fernsehen übertragen – zunächst aus Los Angeles, seit 2003 aus Las Vegas. Vergeben werden Preise in den folgenden Kategorien:
- Künstler des Jahres (Entertainer of the Year)
- Lied des Jahres (Song of the Year)
- Single des Jahres (Single of the Year)
- Album des Jahres (Album of the Year)
- Bester Sänger (Top Male Vocalist)
- Beste Sängerin (Top Female Vocalist)
- Bestes Duo (Top Vocal Duo)
- Beste Gruppe (Top Vocal Group)
- Bester Nachwuchskünstler (Top New Artist)
- Video des Jahres (Video of the Year)
- Musikalisches Ereignis des Jahres (Vocal Event of the Year)

Außerdem wird vom Vorstand der ACM der Pioneer Award für besondere Verdienste um die Country-Musik verliehen. Eine vollständige Liste aller Preisträger findet sich hier.

## Mitgliedschaft
Jeder, der mit Country-Musik seinen Lebensunterhalt verdient, kann Professional Member werden, zurzeit gibt es mehr als 3.000 dieser Art von Mitgliedern. Anhänger und Förderer können als Associate Member teilnehmen, 2006 betrug deren Zahl etwa 35.000.
Die Mitglieder wählen in einer Abstimmung, die seit 2004 auch online möglich ist, die jährlichen Preisträger der ACM Awards. Bei den wichtigsten Kategorien sind nur Professional Members stimmberechtigt.